# Hjalmar Josephson
Hjalmar Salomon Josephson, född 16 februari 1860 i Mosaiska församlingen i Stockholm, död 15 september 1928 i Engelbrekts församling i Stockholm, var en svensk grosshandlare. Han var son till grosshandlare August Josephson och Augusta Jacobsson samt farbror till bokhandlaren Gunnar Josephson. 
Hjalmar Josephson bedrev språkstudier och var anställd hos firma Bendix, Josephson & Co under åtta år. Han grundade egen manufakturfirma 1885.
Han gifte sig 1900 med Emmy Fränckel (1871–1961), dotter till grosshandlare Michel Fränckel och Marina Davidsson. Deras barn var 1) professorn Bertil (1902–1978), 2) advokaten Rolf (1903–1993), 3) Gunhild (1905–1996), gift med Gösta Graffman, 4) litteraturhistorikern Lennart (1908–1987) och 5) grosshandlaren Bengt Josephson (1911–1994).